# 대한민국-보츠와나 관계
대한민국-보츠와나 관계(Botswana–South Korea relations)는 대한민국과 보츠와나 간의 양자관계이다.

## 역사
대한민국과 보츠와나의 관계는 1968년 4월 19일에 수립되었다. 보츠와나는 1974년에 조선민주주의인민공화국과도 수교했었으나 2014년에 조선민주주의인민공화국의 인권 문제로 단교하였다. 양국 모두 이웃 나라에 위치한 대사관에서 상대 국가와의 외교 관계를 겸임하고 있는데 대한민국 정부에서는 남아프리카 공화국 주재 대사관이 보츠와나를 겸임하고 있으며 보츠와나 정부에서는 일본 주재 보츠와나 대사관이 대한민국을 겸임한다.